# Persidera
Persidera S.p.A. (precedentemente Telecom Italia Media Broadcasting S.r.l.) è il più importante operatore di rete indipendente italiano.
La società sviluppa e gestisce i multiplex digitali Persidera 1, Persidera 2 e Persidera 3. Offre servizi di diffusione DTT, playout, connettività e servizi multimediali per editori televisivi nazionali ed esteri che operano sul mercato italiano.

## Storia
Persidera S.p.A. nasce nel 2014 dalla joint venture tra due operatori di rete già esistenti: Telecom Italia Media Broadcasting (TIMB), appartenente al gruppo Telecom Italia Media e Rete A, di proprietà del Gruppo Editoriale L'Espresso.
Persidera è un latinismo che indica il percorso attraverso la volta stellata. È stato scelto sia per la sua forza evocativa di trasmissione via etere, sia per l’offerta di servizi di alta qualità.
Nel giugno 2019 Telecom e Gedi cedono Persidera al fondo F2i e ad EI Towers per 240 milioni, la società sarà divisa in due: Persidera, che deterrà i diritti di uso delle frequenze e destinata a F2i, e NetCo che deterrà l'infrastruttura di rete e destinata a Ei Towers (Gruppo Mediaset). L'operazione è perfezionata, dopo il parere dell'Antitrust, nel dicembre 2019.
Nel marzo 2025 è stata fondata Persidera Media, una nuova entità di Persidera dedicata alla distribuzione di contenuti video su piattaforme innovative, come i Fast Channels e le soluzioni OTT (Fra i clienti Samsung TV Plus). La società offre un servizio completo che copre ogni aspetto della creazione e gestione (supporto regia) dei canali, dalla selezione dei contenuti alla pianificazione del palinsesto, fino all'emissione e alla distribuzione su tutte le piattaforme disponibili. Persidera Media si occupa anche della raccolta e analisi dei dati sugli ascolti, della vendita di spazi pubblicitari e della gestione legale e amministrativa dei rapporti con piattaforme, editori e proprietari di contenuti. I suoi servizi di distribuzione multipiatforma sono progettati per massimizzare le opportunità di monetizzazione dei contenuti lineari e on-demand degli editori. Queste soluzioni si affiancano alla distribuzione tradizionale, come quella tramite DTT e Satellite, consentendo di raggiungere il target ideale per ciascuna proposta editoriale. Con un approccio integrato e innovativo, Persidera Media si propone come partner strategico per gli editori che desiderano espandere la loro presenza nel panorama digitale contemporaneo.

## Copertura
La rete di diffusione in totale consta di tre multiplex digitali che offrono la seguente copertura della popolazione nazionale:
- I Mux Persidera 1, Persidera 2 e Persidera 3 - Coprono circa il 96% della popolazione e il 77% del territorio nazionale.

## Azionisti
La partecipazione societaria è detenuta per l’intero dal fondo F2i TLC 2 S.p.A. a sua volta partecipata per l’intero dal F2i TLC 1 S.p.A. del fondo di investimento alternativo mobiliare riservato di tipo chiuso F2i Fondi Italiani Infrastrutture SGR.
Sino a dicembre 2019 gli azionisti di Persidera S.p.A. erano Telecom Italia con il 70% delle azioni e GEDI Gruppo Editoriale con il 30%.